# اصول کاهش مصرف انرژی در طراحی ساختمان‌ها
اصول کاهش مصرف انرژی درطراحی ساختمان‌ها

## اصول حفظ گرما در داخل ساختمان
- حتی‌المقدور پرهیز از احداث بنا در زمین‌های شیب دار شمالی
- احداث بنا در قسمت‌های میانی زمین‌های با شیب تند (تپه‌ها) به جهت در امان ماندن از بادهای شدید قله‌ها و هوای سرد قسمت‌های تحتانی
- طراحی فشرده با حداقل پوسته نسبت به حجم و در بناهای با وسعت نسبتاً زیاد ترجیحاً دو طبقه کردن به جای گسترده نمودن
- بهتر است بناهای مجاور حتی‌المقدور از طرفین به یکدیگر چسبیده و از احداث بنا در میان زمین به صورتی که اطراف آن باز باشد پرهیز شود تا اتلاف حرارت به حداقل برسد.
- به حداقل رساندن پنجره‌های تمامی جبهه‌ها بجز جنوب
- استفاده از پنجره‌های دو یا سه جداره و عایق حرارتی متحرک بر روی آنها
- استفاده از عایق حرارتی کافی و مناسب در جدارهٔ خارجی ساختمان اعم از دیوارها سقف و کف و پرهیز از ایجاد پل‌های حرارتی
- محافظت از دودکش‌ها و قرار دادن دریچه‌های مناسب جهت پرهیز از اتلاف حرارت
- استفاده از دو درب در ورودی‌ها جهت جلوگیری از تبادل حرارتی
- استفاده از انواع روش‌های گرمایشی غیرفعال و طبیعی
- اصول فراهم کردن امکان نفوذ اشعه به داخل بنا
- احداث بنا در زمین‌های تخت و پرهیز از ساختمان بنا در زمین‌های شیب دار شمالی
- عدم قرارگیری بنا زیر سایهٔ درخت‌ها ساختمان‌ها و سایر عوارض طبیعی از نظر توپوگرافی
- پرهیز از کاشت درختان همیشه سبز در جبهه‌های جنوبی بنا
- احداث طول ساختمان در امتداد محور شرقی غربی
- استفاده از پنجره‌های بزرگ در جبهه‌های جنوبی
- استفاده از نورگیرهای سقفی رو به جنوب به جای نورگیرهای سقفی افقی در بخش‌های تاریک یا شمالی بنا جهت نفوذ بیشتر نور خورشید * قرار دادن فضاهای اصلی در قسمت‌های جنوبی بنا
- حتی‌المقدور استفاده از پلان‌های باز جهت نفوذ بیشتر نور خورشید به داخل
- استفاده از رنگ‌های تیره در نمای ساختمان در مناطقی که دارای تا ـ بستان‌های خیلی گرم نیست.
- محافظت بنا از بادهای سرد زمستانی

مهمترین هدف مقابله با باد در زمستان کاهش نفوذ آن از لا به لای درزها به داخل ساختمان است که نگارنده در مقاله‌ای تحت عنوان «تأثیر پوشش گیاهی در صرفه جویی مصرف انرژی ساختمان‌ها» قبلاً بدان اشاره نموده‌است.

## پنجره در ساختمان
هدف اصلی از تعبیه پنجره در ساختمان بهره‌گیری از نور طبیعی و روشنایی روز و جذب انرژی گرمایی خورشید است. در عین حال پنجره امکان تهویه طبیعی و ارتباط بصری را با محیط خارج از بنا فراهم می‌کند. برای استفاده حداکثر از تابش گرمایشی خورشید تعیین اندازه و مکان قرارگیری پنجره در جهات مختلف بنا از اهمیت بسیاری برخوردار است.

### ضوابط طراحی پنجره
- استفاده از شیشه‌های دو جداره در پنجره برای جلوگیری از اتلاف حرارتی از پنجره‌ها و هوابندی و درزبندی پنجره‌ها جهت ممانعت از اتلاف حرارتی به دلیل تهویه ناخواسته.
- اجتناب از طراحی پنجره‌های بزرگ در جهت‌های شرقی و غربی برای ممانعت از ایجاد گرمای بیش از حد در فصل تابستان.
- اجتناب از طراحی پنجره‌های بزرگ در جبهه شمالی بنا جهت جلوگیری از اتلاف حرارتی بنا در فصل زمستان * استفاده از سایه بان‌های مؤثر برای سایه انداختن بر روی پنجره‌ها در فصل تابستان

دو جداره کردن شیشه هر پنجره‌ای باعث بالا رفتن کارایی آن می‌شود. پنجره دو جداره دارای دو شیشه می‌باشد که بین آن‌ها یک لایه هوای ساکن کاملاً درزبندی شده قرار گرفته‌است. این فاصله معمولاً بین ۶ تا ۲۰ میلی‌متر در نظر گرفته می‌شود. اگر این فاصله هوایی ۱۵ میلی‌متر انتخاب شود بهترین کارایی بدست می‌آید. دو جداره کردن پنجره با وجود اینکه اتلاف حرارت را کاهش می‌دهد جلوی ورود نور و گرمای خورشید را نمی‌گیرد؛ بنابراین در فصول گرم سال برای کاهش ورود گرما به داخل ساختمان باید جلوی تابش مستقیم خورشید به پنجره را گرفت.

### عایق‌های ویژه پنجره
این عایق‌ها به شکل برچسب‌های شفاف هستند که به راحتی می‌توان بر روی شیشه پنجره‌ها چسباند و بخشی از خواص پنجره‌های دو جداره را در آن‌ها به وجود آورد. این برچسب‌ها ورود گرما در تابستان و تلفات حرارتی در زمستان را به میزان قابل توجهی کاهش می‌دهند و از طرفی در فصل زمستان مانع از ورود پرتوهای انرژی زای خورشید نمی‌شوند.
هدف اصلی از ایجاد سایه بان کنترل تابش مستقیم آفتاب به داخل (به‌طور مداوم یا در مواقع مشخص) کنترل نور منظره و تهویه طبیعی است. اهمیت اثرات سایه بان به موقعیت و نوع ساختمان بستگی دارد. مثلاً در یک منزل مسکونی ممکن است نفوذ تابش مستقیم آفتاب به داخل در زمستان ضروری و در تابستان غیرضروری باشد؛ و در یک کلاس درس ممکن است تابش مستقیم آفتاب به داخل در تمام فصول ناراحت‌کننده باشد؛ بنابراین سایبان‌ها با توجه به نقشی که در ساختمان ایفا می‌کنند باید به نحو مطلوبی جوابگوی نیازهای ساکنین باشد. در مجموع ساده‌ترین روش کنترل تابش خورشید استفاده از سایه بان‌های خارجی (بیرونی) است.
سایه بان‌های متحرک خارجی و انواع پرده کرکره‌ها ولورها می‌توانند در مواقع مشخص از ورود نور مزاحم خورشید به داخل فضاها ممانعت کنند و در ساعاتی که نیاز به نور و حرارت خورشید است مانع از تابش خورشید نشوند. سایبان‌های متحرک قابل تنظیم می‌توانند در تهویه فضاها نیز نقش مؤثری را ایفا نمایند.
با ایجاد سایه بر روی پنجره‌ها به وسیلهٔ سایه بان از تابش مستقیم آفتاب به سطح شیشه جلوگیری نموده و در نتیجه حرارت ایجاد شده ناشی از تابش آفتاب در فضای پشت شیشه به مقدار قابل ملاحظه‌ای کاهش می‌یابد.
نکته: برای ایجاد سایه مناسب به روی پنجره‌های سمت جنوب و جنوب شرقی و جنوب غربی سایه بان‌های افقی مؤثرتر از سایه بان‌های عمودی هستند. البته سایه بان‌های قابی شکل مؤثرترین نوع سایه بان برای سه جهت فوق و جهت‌های شرقی و غربی هستند.
- نکته: سایه بان‌های خارجی می‌توانند تا ۹۰٪ و سایه بان‌های داخلی (پرده کرکره‌ای) تنها ۲۰ تا ۲۵ درصد اثر حرارتی تابش آفتاب را در داخل یک بنا تقلیل دهند.
- نکته: سایه بان‌های خارجی بسیار مؤثرتر از سایه بان‌های داخلی هستند. وقتی سایه بان‌های متحرک در سطح خارجی یک پنجره نصب شوند فقط ۵٪ از انرژی خورشیدی تابیده شده به پنجره را به داخل فضاها انتقال می‌دهند.
- نکته: با استفاده از سایه بان‌های مؤثری چون سایه بان‌های کرکره‌ای چوبی خارجی از نفوذ بیش از ۹۰٪ از انرژی حرارتی خورشیدی ناشی از تابش آفتاب از طریق پنجره‌ها به داخل بنا جلوگیری می‌شود.
- نکته: برای جلوگیری از حداکثر تابش اشعه خورشید به داخل اتاق بایستی از سایه بان‌های خارجی متحرک در پنجره‌ها استفاده نمود که فقط ۱۰ درصد اشعهٔ تابیده شده را به داخل راه می‌دهند.

بام یک ساختمان تأثیرپذیرترین جزء آن در برابر عوامل اقلیمی به‌شمار می‌رود. بام با ساطع نمودن اشعه با طول موج بلند از خود سریع تر و بیشتر از دیوارها گرمای خود را از دست می‌دهد. به همین دلیل در مناطق سرد یا در فصل زمستان بام یک ساختمان عمده‌ترین عامل اتلاف گرمای هوای داخلی است. بام را می‌توان به گونه‌ای طراحی نمود که تأثیر زیادی در گرم کردن هوای داخلی نداشته باشد.

## سرمایش بام
یکی از روش‌های خنک کردن فضاهای داخلی خنک کردن پشت بام فضاهاست. با توجه به اینکه سقف ساختما ن عمده‌ترین بخش نفوذ گرما به درون فضاهاست با خنک کردن سقف به میزان قابل توجهی می‌توان به تعدیل دمای فضاهای داخلی کمک کرد. با ایجاد حوضچه‌های آب بر روی بام یا استفاده از اسپری آب (آب فشانی) بر روی بام می‌توان در سطح خارجی بام سرمایش تبخیری ایجاد کرد. به این ترتیب با سرد شدن سقف و برخورد هوای گرم داخلی بنا با سقف سرد هوای فضاهای داخلی خنک می‌شود.
استفاده از حوضچه‌ها یا استخرهای سقفی یکی از رایج‌ترین انواع این سامانه هاست که اولین بار در دهه ۱۹۳۰ میلادی به اجرا درآمد و نتایج موفقیت آمیزی را نیز به دنبال داشت. در این سامانه حوضجه سقفی حرارت نورخورشید را طی روز زمستانی جذب کرده و در هنگام شب برای حفظ گرمای حاصله سقف را باعایق حرارتی می‌پوشانند. به این ترتیب گرمای آب درون استخر به تدریج از طریق هدایت و تشعشع هوای درون ساختمان را گرم نگاه می‌دارد. حداقل عمق آب حوضچه نباید کمتر از 10 cm باشد. نوع دیگر این سامانه توسط شیشه پوشانده می‌شود. در روزهای تابستان به عکس در طول روز حوضچه با عایق پوشانده شده و شب‌ها به منظور خنک شدن آب حوضچه عایق حرارتی کنار زده می‌شود.
در این سامانه از اب به عنوان جرم حرارتی در بام استفاده می‌شود. اجزای اصلی این سامانه عبارتنداز :صفحه نگهدارنده حوضچه، ظرف محتوی آب، روکش محافظت‌کننده، سامانه افشاننده و چرخش دوباره آب بر روی بام. باید بین فضای ساختمان و حوضچه،انتقال حرارت بالایی وجود داشته باشد لذا نگهدارنده حوضچه با استفاده از صفحات فلزی یا دال بتونی مسلح ایجاد خواهد شد. بهتر است آب در کیسه‌هایی پلاستیکی قرارگیرد در این حالت آب تبخیر نشده و نیازی به پر کردن دوباره محفظه آب وجود ندارد. معمولاً آب در کیسه‌های پلاستیکی، مخازن فلزی یا فایبرگلاس با پوشش شفاف پلاستیکی سفت و سخت قرارمی گیرد. از فوم پلی اورتان که با لایه‌های فایبرگلاس مسلح شده و بین پوسته‌های آلومینیومی فشرده شده به عنوان روکش محافظت‌کننده استفاده می‌شود. براساس گفته گیوانی شرایط ضروری برای استفاده کارا از این سامانه این است که دمای مرطوب هوا(WBT) کمتر از ۲۰ درجه سانتیگراد باشد عمق کیسه‌ها باید ۱۰ تا۲۵ سانتیمتر باشد. در روزهای تابستان آب حرارت را از داخل ساختمان جذب می‌کند. البته مهم است که در طول روز روکش حوضچه بسته باشد تا حوضچه در معرض تابش خورشید قرار نگیرد. از افشاننده‌ها هم برای خنک کردن آب کمک گرفته می‌شود. در شب روکش کنار رفته و گرمای جذب شده به بیرون تابیده می‌شود. در زمستان‌های معتدل قرارگرفتن حوضچه در معرض تابش خورشید آب را گرم کرده و به گرمایش فضای زیر آن کمک می‌کند. در هنگام شب قرار گرفتن روکش روی حوضچه آن را از شرایط بیرونی حفظ کرده و اتلاف حرارتی داخل را کاهش می‌دهد.

### اسپری (آب پاشی) بر روی بام
در طریقه آب فشانی بر روی بام سطح خارجی بام خیس نگه داشته می‌شود و بدین ترتیب دمای بام کاهش می‌یابد. در آب پاشی صحیح بام حدوداً ۹۰٪ از بار حرارتی ناشی از تابش آفتاب در روی بام خنثی می‌گردد.
ساده‌ترین شکل آب پاشی بر روی بام استفاده از شیوه آب پاشی قطره‌ای است که دمای بام را به‌طور قابل ملاحظه‌ای کاهش می‌دهد.
چند نمونه از ساختمان‌هایی که در طراحی آن‌ها از این روش‌ها استفاده شده‌است:

#### آتریوم
آتریوم یک فضای میانی مثل یک حیاط مرکزی در بنا است که دارای سقف شفاف و آفتابگیر است و بخش‌ها و فضاهای مختلف ساختمان پیرامون فضای آتریوم شکل می‌گیرند.
پرتوهای حرارت زای خورشیدی از طریق سقف شیشه‌ای وارد فضای آتریوم شده و بدین ترتیب طبق (پدیده گلخانه) انرژی حرارتی در فضای آتریوم ذخیره شده و از طریق بازشوها و جداره‌های پیرامون آتریوم وارد فضاهای داخلی می‌شود. برای ممانعت از گرم شدن فضاها در فصل تابستان بایستی فضای آتریوم به نحوی مطلوب تهویه شده و سقف شیشه‌ای آن به‌طور مؤثری با سایه بان‌های مناسب پوشانده شود.

## بررسی جایگاه نماهای دوپوسته در کاهش مصرف منابع انرژی
چهار گونه اصلی نماهای دوپوسته در رویکردهای گوناگون تشریح شده‌است، این نماها شامل:نمای حائل یا محافظ، نمای استخراج‌کننده هوا، نمای سطح دوقلو ونمای هبیریدی است.
تعریف نماهای دو پوسته ای
از جمله لغاتی که به عنوان مترادف نمای دو پوسته‌اند و فراوان مورد استفاده قرار می‌گیرند، بدین شرح است: نمای دوورقه ای، نمای دوپوسته ای، نمای مضاعف، پوشش مضاعف، نمای شیشه‌ای دوجداره، نمای دیوار تهویه یا نمای دتهویه. بنا به تعریف می‌توان نماهای دو پوسته را این چنین تعریف کرد:یک خفت پوستهٔ شیشه‌ای که بوسبله دالان هوایی از هم جدا می‌شوند. للایه اصلی شیشه‌ای را به‌طور معمول عایق بندی می‌کنند. این فضای هوای بین لایه‌های شیشه‌ای به صورت عایق در مقابل حداکثر و حداقل دما، باد و صدا عمل می‌کند. دستگاه‌های آفتابگیر غالباً بین دو پوسته قرار می‌گیرند. تمام عناصر را می‌توان به صورت متفاوت با چندین جایگشت و ترکیب از غشاهای توپر و شفاف، مرتب و منظم کرد. چهارگونه اصلی نماهای دو پوسته‌ای عبارتند از:
- نمای محافط

نمای محافظ یا حائل از دو لایه شیشه تشکیل می‌گردد. دو لایهٔ شیشه تقریباًبه فاصلهٔ ۲۵۰ تا ۷۵۰ میلی‌متر از هم قرار دارند. بین دو لایه با فضایی از هم درزگیری شده‌است.
این نما قدینی‌ترین گونه است و به مدت تقریباً ۱۰۰ سال کاربرد داشته‌است. نمای محافظ قبل از اینکه عایق بندی شیشع انجام گیرد، ساخته می‌شود. این عایق بندی به منظور افزایش عایق صوتی و حرارتی بدون کاهش میزان نور ورودی ساختمان است.
- نمای استخراج‌کننده هوا

نمای استخراج‌کنندهٔ هوا از دو پوستهٔ عایق شیشه‌ای و یک پوستهٔ تک لعابی ثانویه که در داخل آن قرار دارد تشکیل شده‌است. فضای هوای بین دو لایهٔ شیشه بخشی از سیستم H V A C می ود. نما استخراج‌کننده هوا با قشر هوای تقسیم شده در شکل ترسیم شده‌است.
هوای گرم «استفاده شده» بین لایه‌ها از طریق حفره بالایی با استفاده از فن‌ها خارج می‌شود. به این طریق لایهٔ درونی شیشه سرد می‌شود در حالی که لایهٔ بیرونی عایق شیشه‌ای اتلاف انتقال گرما را به حداقل می‌رساند. این سیستم در جایی به کار می‌رود که تهویهٔ طبیعی امکان‌پذیر نباشد (مانند مکان‌هایی که با صدا، باد و بو در آنجاها زیاد است). دستگاه‌های سایبان در داخل حفره نصب می‌شوند.
- نمای دوقلو

نمای دوقلو از یک سیتم جداره معمولی یا دیواره محکم با یک پوستهٔ بیرونی تشکیل شده‌است. از پوستهٔ بیرونی تک لعابی در اصل برای محافظت از محتویات حفرهٔ هوا (دستگاه‌های سایبان) در برابر آب و هوا استفاده می‌کنند.
با این سیستم، پوستهٔ داخلی، خواص عاغیق بندی را برای به حداقل رساندن اتلاف گرما ایجاد می‌کند. این گونه با نمای استخراج‌کنندهٔ هوا از نظر وجود منفذهایی در پوسته که تهویهٔ طبیعی را میسر ساخت متفاوت است. دریچه‌های نمای داخلی می‌توانند باز شوند، در حالیکه منفذهای تهویه در پوستهٔ بیرونی حداقل و حئاکثر دمای درون نما را تعدیل می‌کنند. استفاده از پنجره‌ها می‌تواند موجب سردشدن نماب داخلی به هنگام شب گردد و از این طریق ظرفیت سردکنندگی سیستم H V A C ساختمان را کاهش می‌دهد.
- هیبریدی (ترکیبی)

نمای هیبریدی سییتمی است که برای ایجاد یک سیستم جدید پیوندی با یک یا چند کاراکتر از انواع مذکور ترکیب شده‌است.
- فضای هوا

طراحی مناسب فضای هوا برای نماهای دو پوسته بسیار مشکل است. تغییرات در کسب انرژی، تهویه بهتر،کنترل صدا و مزایای دیگر را فراهم می‌کند. اگر فضای هوا به‌طور پیوسته و عمودی در سرتاسر نما باشد، این امر موجب یک قائده فیزیکی، یعنی همان حرکت هوای گرم به طرف بالا است، می‌گردد. اگر هم تقسیم‌بندی بوسیلهٔ طبقات صورت بگیرد، ایمنی بیشتری در مسائلی از قبیل:آتش‌سوزی،انتقال گرما وصدا حاصل می‌آید. در ادامه ویژگی‌های این دو تقسیم‌بندی بررسی می‌گردند:
- فضای هوای پیوسته

نمای تقسیم‌بندی نشده، از اثر دودکش بهره می‌برد. در روزهای گرم، هوای گرم در قسمت بالای فضای میان دو پوسته جمع می‌شود. در دریچه‌ای در بالا هوای گرم را خارج می‌سازد و هوای سرد توسط خنک‌کننده‌ها از بیرون جایگزین می‌شود.
بدون همچنین دریچه ای، اتاق‌هایی که در طبقات بالا هستند، از گرما زیادی انباشته شدهٔ در مجاور رنج خواهند برد. فضای هوای تقسیم‌بندی نشده می‌تواند به آتریم تغییر کاربری داده شود، این حالت امکان ایجاد فضای بینابینی را می‌دهد. این فضای خالی می‌تواند با اشغال کم مثلاً رستوران یا فضای اجتماعات کوچک، بکار برده شود.
همجنین، گیاهانی در این فضاها برای فیلتر کردن و مرطوب کردن هوا استفاده می‌شوند. این گیاهان همانند سایبان عمل می‌کنند.
- فضای هوای تقسیم‌بندی شده

فضای هوای تقسیم‌بندی شده می‌تواند گرمای زیاد در بالای طبقات را همانند صدا،انتقال آتش و دود را کاهش دهد. تقسیم‌بندی طبقه به طبقه به سادگی ساختمان می‌افزاید. این امر به نوبه خود موجب صرفه جویی اقتصادی می‌شود. نماهای کریدور که کاربرد رایجی در سردرهای نماهای دوپوسته دارند، هوای تازه را به هر طبقه وارد می‌کنند و امکان به حداکثر رسیدن تهویهٔ طبیعی را فراهم می‌آورد. کانال‌های نماها که به شکل محفظه‌های عمودی در سرتاسر دیوار تقسیم می‌شوند، هوارا از طریق دریچه‌ها در کل نما پخش می‌کنند. این امر امکان تهویه مطبوعتر رامی‌دهد. در این حالت، کانال‌های نماها در جهت حفاظت از آتش،انتقال صدا، ترکیب هوای تازه وآلوده ممکن است مشکلاتی را به همراه خود داشته باشد.

## بررسی چند نمونه از ساختمان‌های طراحی شده بر اساس اصوال معماری پایدار

### ساختمان دایملر ـ کریسلر، برلین
معمار: رنزو پیانو

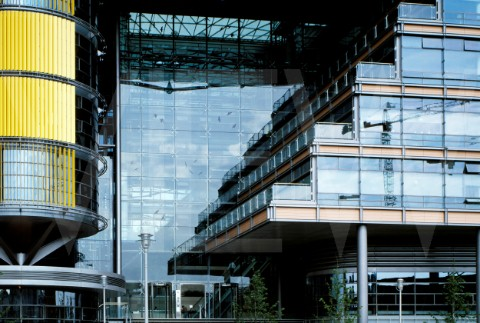
ساختمان دایملر ـ کریسلر، برلین

در ساختمان اداری پیانو از شیشه و سفال قرمز استفاده شده‌است. با استفاده از سایه دیوار دو جداره پنجره‌های قابل تغییر مصرف انرژی دستگاه‌های خنک‌کننده و گرم‌کننده داخلی دال بتنی کف‌ها در لبه‌های خارجی بیرون زده‌اند تا با جذب گرمای اضافه در طول روز و تشعشع آن در شب موجب گرما نگاه داشتن فضا شود. پنجره‌ها قابلیت باز شدن دارند و سایه بان‌های خارجی با پایین آمدن تابش زنندهٔ خورشید را کاهش می‌دهند.
دیوار دو جدارهٔ کرکره‌ای به ساکنین این اجازه را می‌دهد که بتوانند پنجره‌های خود را به سمت بیرون باز کنند. همچنین سکوهای تأسیسات که بین لایه‌های شیشه‌ای قرار داده شده همانند یک سایه بان خورشیدی عمل می‌کنند و به وسیلهٔ شیشهٔ ایمنی لایه دار برای جلوگیری از پخش آتش و دود در قسمت بالا بسته شده‌است.
جدارهٔ شیشه‌ای خارجی با فاصلهٔ 68 cm از دیوار داخلی که دارای پنجره‌های شیشه‌ای متحرک است، قرار گرفته. این صفحه‌های شیشه‌ای خارجی بر روی محوری به وسیله حسگر (تا ۷۰ درجه) برای تهویهٔ هوای گرم می‌چرخند. زمانی که این صفحه‌ها بسته می‌مانند لایهٔ خارجی به عنوان عایق حرارتی در طول زمستان عمل می‌کند.
ایجاد آتریوم عظیم به هر واحد اداری داخلی این اجازه را می‌دهد تا از نور طبیعی برخوردار باشد. صفحه‌های شیشه‌ای شیری رنگ در زیر نور آسمان به لطیف شدن و پخش نور طبیعی در ۶ طبقه ارتفاع کمک می‌کند.

### تکنوپلیس، شهر اکوتک، سنگاپور
معماران: کیشو کورو کاوا و همکاران

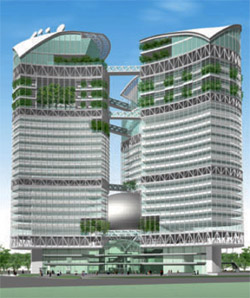
تکنوپلیس، شهر اکوتک، سنگاپور

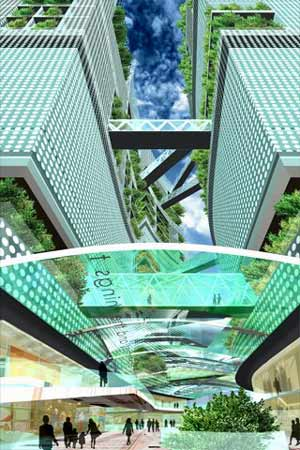
تکنوپلیس، شهر اکوتک، سنگاپور

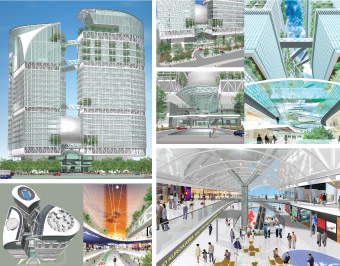
تکنوپلیس، شهر اکوتک، سنگاپور

ساختمان ۱۲۳۰۰۰ مترمربعی که به «تکنوپلیس» معروف است، مجموعه‌ای است برای اطلاع‌رسانی و صنعت رسانهٔ جمعی طراحی کیشو کوروکاوا به عنوان برندهٔ پیشنهادی در مسابقهٔ بین‌المللی ۱۸ آوریل ۲۰۰۲ انتخاب شده‌است.
شهر اکوتک از لایه‌های چند بعدی عناصر متنوع (مسکونی، دفاتر، خدمات عمومی، تبلیغاتی) به وجود آمده‌است. هر چند تعداد این لایه‌ها بیشتر باشد تر از ارتعاشی ساختمان بالاتر خواهد بود. شهر لایه‌ای توسط روش جدیدی به نام حوزه بندی عمودی به جای حوزه بندی معمول افقی به وجود آمده‌است.
در اصل ساکنین در لایه‌های بالایی با باغچه‌های سقفی جای گرفته‌اند که هم از لحاظ منظر و هم تأمین محرمیت مناسب تر است. دفاتر بین لایهٔ دوم و لایهٔ دوم و لایهٔ مسکونی قرار گرفته‌اند.
برای این که این حوزه بندی عمودی با موفقیت اعمال شود هر ساختمان به‌طور واضح با کانال‌های مخصوص به خود برای ارتباط عمودی مجهز شده‌است. همچنین آسانسور مستقیمی به باغچهٔ سقفی و طبقه خدمات عمومی اختصاص یافته‌است. هر یک از این کانال‌های ارتباط عمودی شامل یک لابی ورودی در طبقهٔ همکف خود می‌باشند. هنگام نگهداری از این سامانه‌های حوزه بندی عمودی این امکان وجود دارد که هر برج به‌طور جداگانه کنترل شود.
زیرزمین به عنوان طبقهٔ صفر در نظر گرفته شده و همکف به عنوان طبقه اول خیابان‌های باریک در طبقهٔ هم کف شیارهایی هستند از بازشوهای آتریوم به طبقهٔ صفر نور طبیعی از طریق این شیارهای روی زمین به طبقات زیرین لایهٔ صفر می‌رسد. این شیار (فضای باز) در واقع آتریومی است شامل آسانسورها و راه پله‌هایی که طبقه صفر را به طبقه اول مرتبط می‌سازد و با سقفی شفاف پوشیده شده‌است. طبقهٔ همکف توسط باغچه‌ها درخت‌ها و بوته‌ها خدمات عمومی شهری امکانات ورزشی امکانات فرهنگی مغازه‌ها رستوران‌ها کافه و امکانات تفریحی اشغال شده‌است.
سازهٔ ساختمان از پیشرفته‌ترین ابر سازه‌هایی است که فقط شامل یک ستون هسته‌ای و ابر اسلب پایه است. ابر اسلب همچنین شامل تجهیزات و فضاهای مکانیکی است که به وافر مکانیکی موسوم است. توزیع اتاق‌های مکانیکی داخل ابر اسلب امکان کاهش تعداد لوله‌ها و فضاهای لوله کشی مورد نیاز را به راحتی فراهم می‌کند.
برای نگهداری و تعمیرات ابر اسلب‌ها هر زمان می‌توان وارد آن‌ها شد. لوله‌های عمودی فضای باز مرکزی هر ساختمان کانال عمودی هوای تازه است که هوای تمیز را برای هر طبقه تأمین می‌کند. این یک سیستم تهویه طبیعی است که به‌طور پیوسته هوای تازه و تصفیه شده را برای همهٔ طبقات اداری و مسکونی فراهم می‌کند و هوا از داخل از طریق فضای بین دیوار داخلی و خارجی (پوسته دو لایه) تخلیه می‌شود. هوای آلودهٔ خارج از ساختمان حتی با وجود بازبودن پنجره‌ها نمی‌تواند به داخل نفوذ کند.
به دلیل این که دیواره‌های خارجی ساختمان دو پوسته و از جنس شیشه است فشار باد به‌طور مستقیم بر جدارهٔ داخلی وارد نمی‌شود. حتی هنگام وزیدن طوفان همچنین هنگام برخورد نور خورشید با پوسته دو جداره هوای گرم خارجی از بالا تخلیه می‌شود. این مکش با نیروی شدید سبب خارج شدن هوای داخل خواهد شد.
کانسپت برجستهٔ پلان وجود خیابان‌های باریک و متراکم را برای عابرین پیاده می‌طلبد. از آن جایی که این به معنی قرارگیری ساختمان‌ها در نزدیکی هم است به منظور تأمین محرمیت طبقات مسکونی در سطوح مختلفی قرار می‌گیرند. در جایی که قسمت اداری در مقابل قسمت مسکونی قرار می‌گیرد دیوار خارجی بخش اداری عقب‌نشینی می‌کند و ساخت باغچه‌ها حائل مناسبی را ایجاد می‌کند که برای تأمین محرمیت در هر دو بخش مسکونی و اداری مؤثر است.
شیشهٔ خارجی پوستهٔ دو جدارهٔ نما به گونه‌ای پوشش داده شده که محرمیت اتاق‌های پشت آن را در حین شفافیت آن تأمین می‌کند. این مسئله توسط چاپ یک الگوی پوششی بر شیشه خارجی انجام می‌شود به گونه‌ای که از داخل فضای خارج به وضوح قابل رؤیت است اما دیدن فضای داخل از خارج کشور است.
سقف ساختمان نیز توسط صفحه‌های خورشیدی ساخته شده‌است که نیمه شفاف هستند.
در این بنا آب باران از پیاده‌روها جمع‌آوری شده و همراه آب زاید بازیافتی برای فلاش توالت‌ها و آبیاری درختان مصرف می‌شود. قابل ذکر است که حتی بخشی از حرارت تولید شده توسط بدن افراد در دفاتر و سایر فضاها برای استفاده به عنوان منبع حرارتی جمع‌آوری می‌شود.

### ساختمان کوئینز مدرسه مهندسی و تولیدات انگلستان
معماران: آلن شرت و برایان فورد
این مدرسه در سال ۱۹۹۳ توسط ملکه الیزابت دوم گشایش یافت. ساختمان شامل آزمایشگاه‌ها سالن کنفرانس کلاس‌ها و دفاتر اداری برای ۱۰۰۰ نفر دانش آموز و اساتید بوده و اساساً کمتر از ساختمان‌های آزمایشگاهی عادی و معمولی هزینه داشته‌است.
تهویهٔ طبیعی از طریق طراحی دقیق هندسهٔ ساختمان و دودکش‌های حرارتی که هوای داخل ساختمان را به بیرون هدایت می‌کند اتفاق می‌افتد. این اثر دودکشی هوای گرم را از طریق ۸ برج وسیع که به وسیلهٔ سرپوش‌های فلزی پوشانده شده به بیرون می‌فرستد و هوای بیرون از طریق دریچه‌ها به داخل ساختمان مکیده می‌شود. ساکنان می‌توانند پنجره‌ها را باز یا ببندند تا سطح آسایش را در فضاهایشان تنظیم کنند. برای اطمینان از اینکه درجه حرارت در حدود قابل قبول باقی می‌ماند یک سامانه مدیریت خودکار برای تنظیم دریچه‌ها و کنترل‌کننده‌های گرمایی به وجود آمده‌است. همچنین سایبان‌های محاسبه شده و دیوارهای بنایی سنگین موجب به حداقل رساندن توان تجهیزات خنک‌کننده شده‌است.
طراحی ساختمان به صورت فشرده بر روی کار آمدی و بهینه‌سازی انرژی متمرکز شده‌است. طراحان مخصوصاً برای حمایت از اقتصاد محلی از آجر و مصالح بنایی استفاده نموده‌اند. همچنین توجه محتاطانه‌ای به نورگیری در این ساختمان شده‌است.